# ステイヤーズステークス
ステイヤーズステークスは、日本中央競馬会(JRA)が中山競馬場で施行する中央競馬の重賞競走（GII）である。競馬番組表での名称は「スポーツニッポン賞 ステイヤーズステークス」と表記している。
競走名の「ステイヤー（Stayer）」は、「耐える者」を意味する英語。競馬界ではこれが転じて「（主に3000m以上の）長距離を得意とする馬」という意味で使われている。
また1994年から寄贈賞を提供するスポーツニッポン新聞社は、東京・大阪・福岡に発行拠点を持ち朝刊スポーツ紙を手掛ける毎日新聞グループの会社。
正賞はスポーツニッポン新聞社賞。

## 概要

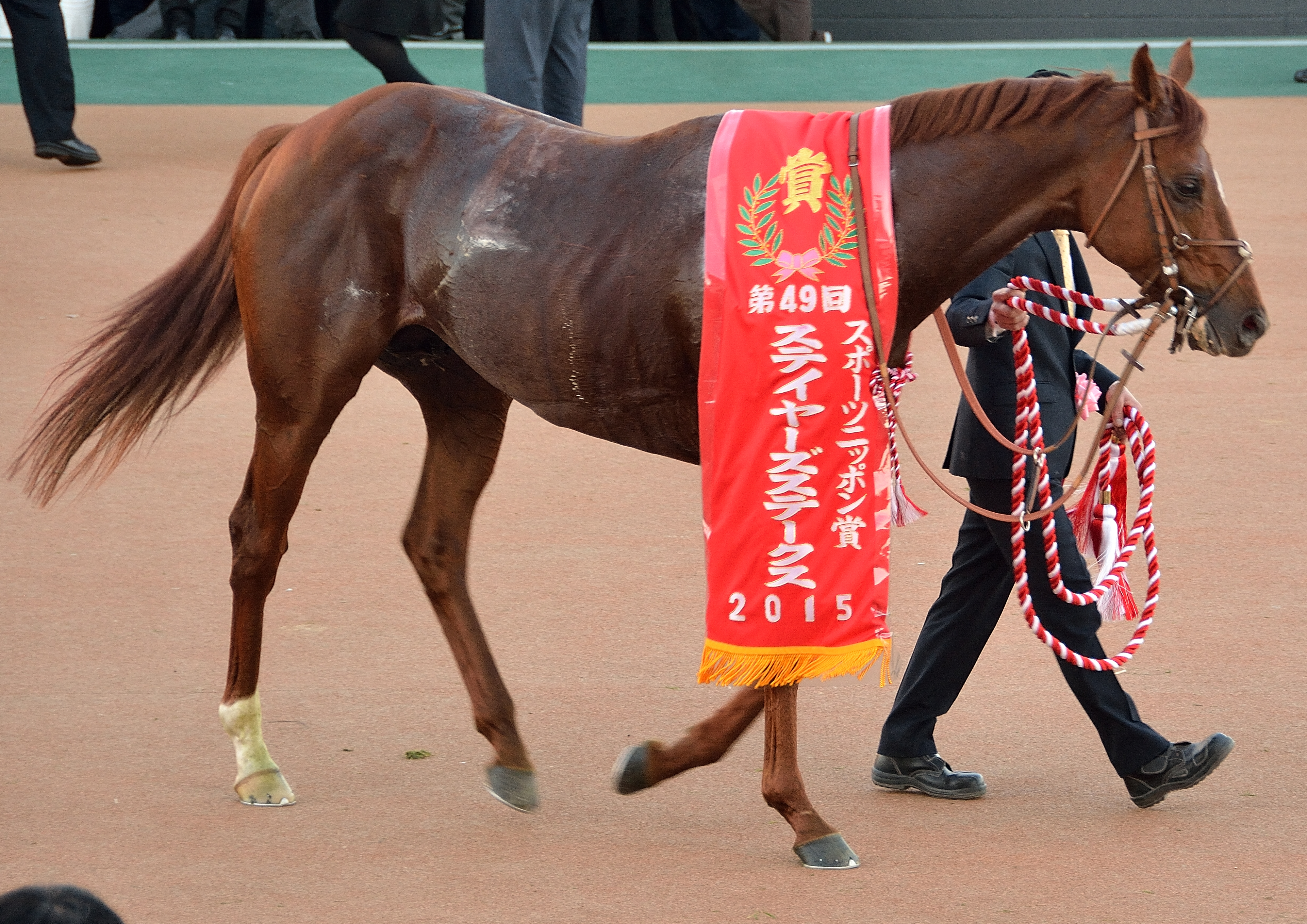
優勝レイ（2015年）

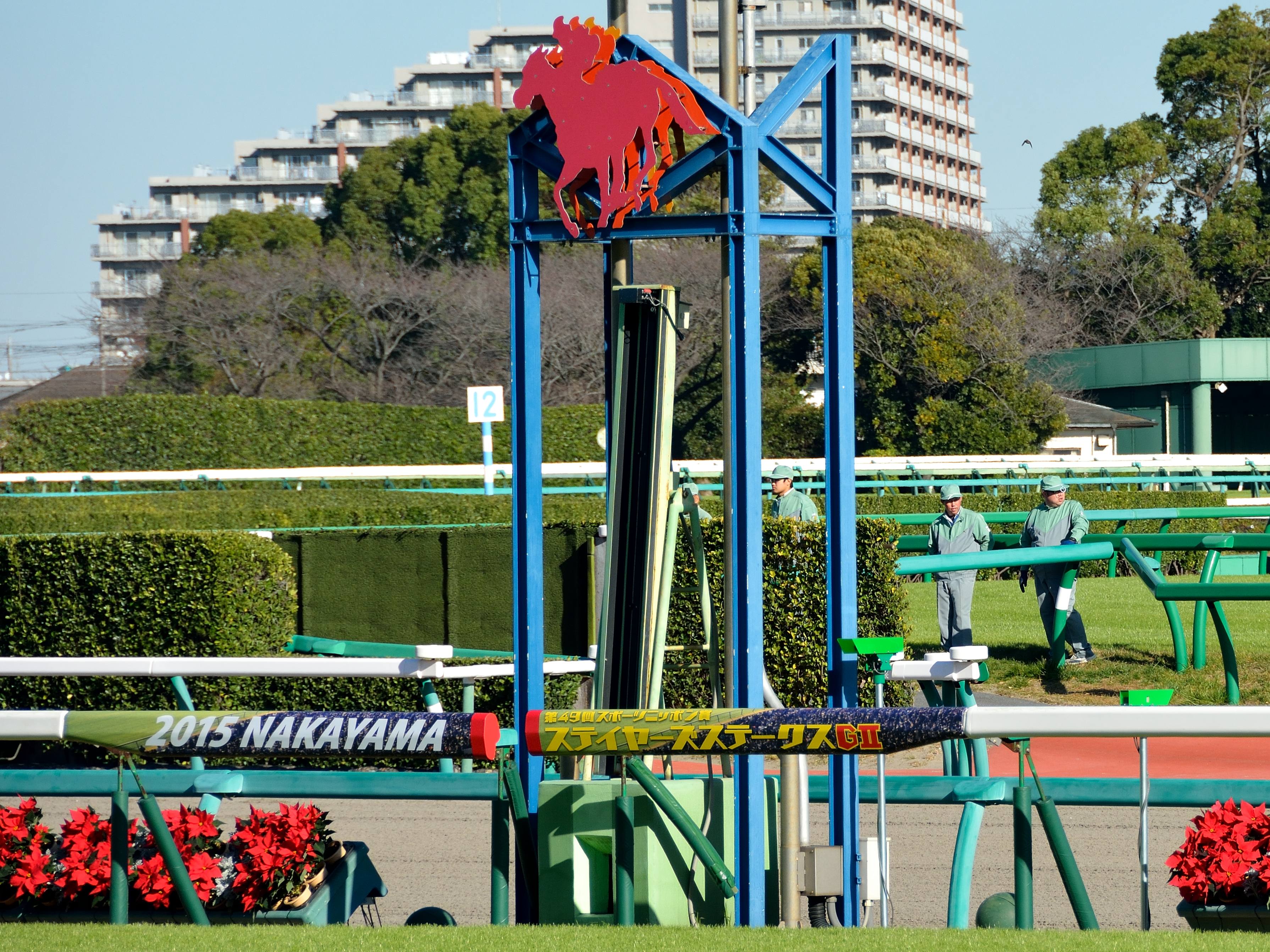
ゴール板（2015年）

距離は中山競馬場の芝内回りコースを2周する3600mで、現存する日本国内の平地競走では最長距離で行われる。優勝馬のタイムも概ね3分40秒 - 4分程度となり、日本の競馬の競走では優勝タイムが長くかかる競走のひとつである。
1967年に創設され、1984年のグレード制導入に伴いGIIIに格付けされた。創設当初は初秋の中山開催（1968年のみ5月開催）だったが、1972年から12月の中山開催に変更された。
1997年からGIIに格上げ、あわせて負担重量もハンデキャップから別定に改められたことにより、有馬記念を目指す馬にとって重要な前哨戦のひとつとなった。
1993年から外国産馬が、1997年から地方競馬所属馬が出走可能になったほか、2005年から外国馬も出走可能になった。

### 競走条件
以下の内容は、2024年現在のもの。
出走資格：サラ系3歳以上
- JRA所属馬
- 地方競馬所属馬（認定馬のみ、2頭まで）
- 外国調教馬（8頭まで、優先出走）

負担重量：別定
- 3歳55kg、4歳以上57kg、牝馬2kg減
  - 2016年12月3日以降のGI競走（牝馬限定競走を除く）1着馬2kg増、牝馬限定GI競走またはGII競走（牝馬限定競走を除く）1着馬1kg増
  - 2016年12月2日以前のGI競走（牝馬限定競走を除く）1着馬1kg増（2歳時の成績は除く）

### 賞金
2024年の1着賞金は6200万円で、以下2着2500万円、3着1600万円、4着930万円、5着620万円。

## 歴史
- 1967年 - 4歳以上の馬による重賞競走「ステイヤーズステークス」として創設、中山競馬場の芝3600mで施行[4]。なお同時期に英国のゴールドカップおよび中山競馬倶楽部時代の中山四千米にヒントを得た『日本最長距離ステークス』も創設。
- 1968年 - この年のみ、「5歳以上」の出走条件で5月に開催[6]。
- 1971年 - 馬インフルエンザの影響により開催中止。
- 1976年 - 日本最長距離ステークスが廃止され、中央競馬の平地競走において最も長い距離を走るレースとなる。
- 1984年 - グレード制施行によりGIII[注 3]に格付け[4]。
- 1993年 - 混合競走に指定[6]。
- 1994年 - 名称を「スポーツニッポン賞 ステイヤーズステークス」に変更。
- 1997年
  - GII[注 3]に格上げ[4]。
  - 特別指定交流競走に指定され、地方競馬所属馬が出走可能になる[6]。
- 2001年 - 馬齢表記を国際基準へ変更したのに伴い、競走条件を「3歳以上」に変更[6]。
- 2005年 - 国際競走に指定され、外国馬が出走可能になる[7]。
- 2007年 - 日本のパートI国昇格に伴い、格付表記をJpnIIに変更[8]。
- 2009年 - 格付表記をGII（国際格付）に変更[9]。

### 歴代優勝馬
距離はすべて芝コース。
優勝馬の馬齢は、2000年以前も現行表記に揃えている。
| 回数   | 施行日         | 競馬場 | 距離  | 優勝馬             | 性齢     | タイム   | 優勝騎手     | 管理調教師 | 馬主                                 |
| ------ | -------------- | ------ | ----- | ------------------ | -------- | -------- | ------------ | ---------- | ------------------------------------ |
| 第1回  | 1967年10月8日  | 中山   | 3600m | リコウ             | 牡5      | 3:53.8   | 横山富雄     | 小西喜蔵   | 鈴木富喜子                           |
| 第2回  | 1968年5月5日   | 中山   | 3600m | ニウオンワード     | 牡4      | 3:54.5   | 森安重勝     | 尾形藤吉   | 樫山純三                             |
| 第3回  | 1969年10月10日 | 中山   | 3600m | アタックブルー     | 牡4      | 3:51.2   | 藤本勝彦     | 藤本冨良   | 白井新平                             |
| 第4回  | 1970年9月27日  | 中山   | 3600m | コンチネンタル     | 牡4      | 4:02.6   | 津田昭       | 野平富久   | アサヒ牧場                           |
| 第5回  | 1971年12月26日 | 中山   | 3600m | 開催中止           | 開催中止 | 開催中止 | 開催中止     | 開催中止   | 開催中止                             |
| 第6回  | 1972年12月29日 | 中山   | 3600m | ジーガー           | 牡4      | 4:02.0   | 大和田稔     | 二本柳俊夫 | 佐伯一郎次                           |
| 第7回  | 1973年12月23日 | 中山   | 3600m | トーヨーアサヒ     | 牡4      | 3:49.4   | 増沢末夫     | 古山良司   | （有）トーヨークラブ                 |
| 第8回  | 1974年12月22日 | 中山   | 3600m | エクセルラナー     | 牡3      | 3:50.6   | 嶋田潤       | 藤本冨良   | 福嶋正好                             |
| 第9回  | 1975年12月20日 | 中山   | 3600m | トウショウロック   | 牡4      | 3:51.9   | 加賀武見     | 阿部正太郎 | トウショウ産業（株）                 |
| 第10回 | 1976年12月25日 | 中山   | 3600m | ホッカイノーブル   | 牡3      | 4:01.7   | 田中清隆     | 野平祐二   | 石田允泉                             |
| 第11回 | 1977年12月24日 | 中山   | 3600m | ランスロット       | 牡4      | 3:56.4   | 柴田政人     | 高松三太   | 伊達秀和                             |
| 第12回 | 1978年12月23日 | 中山   | 3600m | フジノハイハット   | 牡3      | 3:49.2   | 柴田政人     | 久恒久夫   | 小畑安雄                             |
| 第13回 | 1979年12月22日 | 中山   | 3600m | サクラエイリュウ   | 牡3      | 3:51.4   | 森安重勝     | 尾形盛次   | （株）さくらコマース                 |
| 第14回 | 1980年12月14日 | 中山   | 3600m | フジノハイハット   | 牡5      | 3:47.7   | 柴田政人     | 久恒久夫   | 小畑安雄                             |
| 第15回 | 1981年12月13日 | 中山   | 3600m | ピュアーシンボリ   | 牡5      | 3:52.7   | 小島太       | 野平祐二   | 和田共弘                             |
| 第16回 | 1982年12月19日 | 中山   | 3600m | ピュアーシンボリ   | 牡6      | 3:50.4   | 小島太       | 野平祐二   | 和田共弘                             |
| 第17回 | 1983年12月18日 | 中山   | 3600m | ブライトシンボリ   | 牡3      | 3:46.8   | 郷原洋行     | 野平祐二   | 和田共弘                             |
| 第18回 | 1984年12月9日  | 中山   | 3600m | カネクロシオ       | 牡3      | 3:50.2   | 蛯沢誠治     | 成宮明光   | 畠山伊公子                           |
| 第19回 | 1985年12月8日  | 中山   | 3600m | ホッカイペガサス   | 牡4      | 3:53.3   | 柴田政人     | 野平祐二   | 石田允泉                             |
| 第20回 | 1986年12月7日  | 中山   | 3600m | シーナンレディー   | 牝6      | 3:52.7   | 蛯沢誠治     | 清水美波   | 樋口和弘                             |
| 第21回 | 1987年12月19日 | 中山   | 3600m | マウントニゾン     | 牡4      | 3:47.9   | 嶋田功       | 森安弘昭   | （有）エヌ・エフホース               |
| 第22回 | 1988年12月11日 | 中山   | 3600m | スルーオダイナ     | 牡4      | 3:46.3   | 岡部幸雄     | 矢野進     | （有）社台レースホース               |
| 第23回 | 1989年12月10日 | 中山   | 3600m | スルーオダイナ     | 牡5      | 3:47.3   | 岡部幸雄     | 矢野進     | （有）社台レースホース               |
| 第24回 | 1990年12月8日  | 中山   | 3600m | ドクタースパート   | 牡4      | 3:45.6   | 的場均       | 柄崎孝     | 松岡悟                               |
| 第25回 | 1991年12月7日  | 中山   | 3600m | メイショウビトリア | 牡4      | 3:44.1   | 岡部幸雄     | 伊藤雄二   | 松本好雄                             |
| 第26回 | 1992年12月12日 | 中山   | 3600m | アイルトンシンボリ | 牡3      | 3:47.8   | 岡部幸雄     | 畠山重則   | 和田共弘                             |
| 第27回 | 1993年12月11日 | 中山   | 3600m | アイルトンシンボリ | 牡4      | 3:51.4   | 柴田政人     | 畠山重則   | 和田共弘                             |
| 第28回 | 1994年12月10日 | 中山   | 3600m | エアダブリン       | 牡3      | 3:41.6   | 岡部幸雄     | 伊藤雄二   | 吉原貞敏                             |
| 第29回 | 1995年12月9日  | 中山   | 3600m | ステージチャンプ   | 牡5      | 3:47.1   | 蛯名正義     | 矢野進     | 吉田和子                             |
| 第30回 | 1996年12月7日  | 中山   | 3600m | サージュウェルズ   | 牡5      | 3:50.5   | 和田竜二     | 岩元市三   | 林進                                 |
| 第31回 | 1997年11月29日 | 中山   | 3600m | メジロブライト     | 牡3      | 3:48.7   | 河内洋       | 浅見秀一   | （有）メジロ牧場                     |
| 第32回 | 1998年12月5日  | 中山   | 3600m | インターフラッグ   | 牡5      | 3:58.8   | 岡部幸雄     | 工藤嘉見   | 松岡正雄                             |
| 第33回 | 1999年12月4日  | 中山   | 3600m | ペインテドブラック | 牡3      | 3:46.2   | 横山典弘     | 鈴木康弘   | 池谷誠一                             |
| 第34回 | 2000年12月2日  | 中山   | 3600m | ホットシークレット | 騸4      | 3:45.6   | 柴田善臣     | 後藤由之   | 金子真人                             |
| 第35回 | 2001年12月1日  | 中山   | 3600m | エリモブライアン   | 牡4      | 3:43.3   | 横山典弘     | 清水出美   | 山本慎一                             |
| 第36回 | 2002年11月30日 | 中山   | 3600m | ホットシークレット | 騸6      | 3:45.6   | 岡部幸雄     | 後藤由之   | 金子真人                             |
| 第37回 | 2003年12月6日  | 中山   | 3600m | チャクラ           | 牡3      | 3:48.2   | 後藤浩輝     | 安達昭夫   | 田所英子                             |
| 第38回 | 2004年12月4日  | 中山   | 3600m | ダイタクバートラム | 牡6      | 3:44.8   | M.デムーロ   | 橋口弘次郎 | （有）太陽ファーム                   |
| 第39回 | 2005年12月3日  | 中山   | 3600m | デルタブルース     | 牡4      | 3:47.7   | O.ペリエ     | 角居勝彦   | （有）サンデーレーシング             |
| 第40回 | 2006年12月2日  | 中山   | 3600m | アイポッパー       | 牡6      | 3:43.4   | O.ペリエ     | 清水出美   | （有）サンデーレーシング             |
| 第41回 | 2007年12月1日  | 中山   | 3600m | マキハタサイボーグ | 騸5      | 3:44.9   | 吉田豊       | 新川恵     | （有）槇本牧場                       |
| 第42回 | 2008年12月6日  | 中山   | 3600m | エアジパング       | 騸5      | 3:48.1   | 横山典弘     | 藤原英昭   | （株）ラッキーフィールド             |
| 第43回 | 2009年12月5日  | 中山   | 3600m | フォゲッタブル     | 牡3      | 3:51.3   | C.スミヨン   | 池江泰郎   | 金子真人ホールディングス（株）       |
| 第44回 | 2010年12月4日  | 中山   | 3600m | コスモヘレノス     | 牡3      | 3:43.4   | 松岡正海     | 菊川正達   | （有）ビッグレッドファーム           |
| 第45回 | 2011年12月3日  | 中山   | 3600m | マイネルキッツ     | 牡8      | 3:50.8   | 三浦皇成     | 国枝栄     | （株）サラブレッドクラブ・ラフィアン |
| 第46回 | 2012年12月1日  | 中山   | 3600m | トウカイトリック   | 牡10     | 3:46.5   | 北村宏司     | 野中賢二   | 内村正則                             |
| 第47回 | 2013年11月30日 | 中山   | 3600m | デスペラード       | 牡5      | 3:45.2   | 横山典弘     | 安達昭夫   | 市川義美                             |
| 第48回 | 2014年12月6日  | 中山   | 3600m | デスペラード       | 牡6      | 3:47.8   | 横山典弘     | 安達昭夫   | 市川義美                             |
| 第49回 | 2015年12月5日  | 中山   | 3600m | アルバート         | 牡4      | 3:45.9   | R.ムーア     | 堀宣行     | 林正道                               |
| 第50回 | 2016年12月3日  | 中山   | 3600m | アルバート         | 牡5      | 3:47.4   | R.ムーア     | 堀宣行     | 林正道                               |
| 第51回 | 2017年12月2日  | 中山   | 3600m | アルバート         | 牡6      | 3:43.0   | R.ムーア     | 堀宣行     | 林正道                               |
| 第52回 | 2018年12月1日  | 中山   | 3600m | リッジマン         | 牡5      | 3:45.2   | 蛯名正義     | 庄野靖志   | （有）辻牧場                         |
| 第53回 | 2019年11月30日 | 中山   | 3600m | モンドインテロ     | 牡7      | 3:46.1   | W.ビュイック | 手塚貴久   | （有）シルクレーシング               |
| 第54回 | 2020年12月5日  | 中山   | 3600m | オセアグレイト     | 牡4      | 3:52.0   | 横山典弘     | 菊川正達   | IHR                                  |
| 第55回 | 2021年12月4日  | 中山   | 3600m | ディバインフォース | 牡5      | 3:47.6   | 田辺裕信     | 寺島良     | 吉田晴哉                             |
| 第56回 | 2022年12月3日  | 中山   | 3600m | シルヴァーソニック | 牡6      | 3:46.3   | D.レーン     | 池江泰寿   | （有）社台レースホース               |
| 第57回 | 2023年12月2日  | 中山   | 3600m | アイアンバローズ   | 牡6      | 3:45.4   | 石橋脩       | 上村洋行   | 猪熊広次                             |
| 第58回 | 2024年11月30日 | 中山   | 3600m | シュヴァリエローズ | 牡6      | 3:46.7   | 北村友一     | 清水久詞   | （有）キャロットファーム             |